# Georges Lenssen
Georges M. Ch. W. Lenssen (Mechelen-aan-de-Maas, 12 april 1953) is een Belgisch ondernemer en politicus voor Open Vld.

## Levensloop
Hij studeerde in 1978 af als licentiaat in de toegepaste economische wetenschappen aan de KU Leuven. In zijn studententijd was hij een actief bestuurder van de studentenclub Maaslandia. Beroepshalve werd Lenssen tot 2021 afgevaardigd bestuurder van het in 1988 opgerichte familiebedrijf Verzinkerij H. Lenssen, eerst in Maasmechelen en daarna op het industrieterrein in Genk-Zuid.
Georges Lenssen zette zijn eerste stappen in de politiek bij de CVP. Hij was vanaf 1983 gemeenteraadslid, met een KMO-profiel, voor de christendemocraten, die echter steeds meer intern verdeeld raakten. Patrick Dewael kon hem en andere Maasmechelse politici toen bij de liberale vernieuwing betrekken en in 1991 trad Lenssen toe tot de liberale PVV, de latere VLD/Open Vld. Als verkozene op lijsten van de Vlaamse liberalen bekleedde Lenssen verschillende mandaten.
Hij was provincieraadslid voor de provincie Limburg van 1987 tot 1991 en opnieuw van 2012 tot 2018. Ook was hij van 1995 tot 2000 en van 2007 tot 2012 burgemeester en van 2001 tot 2006 en van 2013 tot 2018 schepen van Maasmechelen. Vanaf januari 2019 was hij voorzitter van de Maasmechelse gemeenteraad, tot hij in december 2022 de politiek verliet, na een carrière van bijna 40 jaar.
Van 1999 tot 2007 was hij lid van de Kamer van volksvertegenwoordigers voor de kieskring Limburg, van 2003 tot 2007 in vervanging van federaal minister Patrick Dewael en daarna in opvolging van Karel Pinxten, die was aangeduid tot lid van de Europese Rekenkamer.
Bij de Europese verkiezingen van 25 mei 2014 stond hij als vijfde kandidaat op de lijst van Open Vld.